# Tepuihyla aecii
La rana tepuyana del Duida (Tepuihyla aecii) es una especie de anfibios de la familia Hylidae. Es endémica de Venezuela.
Sus hábitats naturales incluyen montanos secos, ríos y pantanos.